# Heteropterys quetepensis
Heteropterys quetepensis är en tvåhjärtbladig växtart som beskrevs av Julian Alfred Steyermark. Heteropterys quetepensis ingår i släktet Heteropterys och familjen Malpighiaceae. Inga underarter finns listade i Catalogue of Life.